# Festival international du film du Kenya
Pour les articles homonymes, voir Kiff (homonymie).
Le Festival international du film du Kenya (Kenya International Film Festival, KIFF） est un festival cinématographique qui a lieu tous les ans au mois d'octobre à Nairobi. Il a été créé en 2006.
Le festival est devenu l'un des plus importants en Afrique avec le Festival panafricain du cinéma et de la télévision de Ouagadougou, au Burkina Faso et du Festival international du film de Zanzibar, en Tanzanie (site officiel).

## Prix décernés
- Meilleur film
- Prix spécial du Jury
- Meilleur film africain
- Meilleur réalisateur
- Meilleure actrice
- Meilleur acteur
- Meilleur court-métrage
- Mention spéciale pour un court métrage
- Meilleur film étudiant
- Mention spéciale pour un film étudiant
- Meilleur documentaire

## Palmarès

### 2007
- Meilleur film international : Juju Factory de Balufu Bakupa (RDC)
- Meilleur film est-africain : Fimbo Ya Baba de Vera Pieroth (Tanzanie)
- Meilleur film kényan : Malooned By Bob Nyanja (Kenya)
- Meilleur documentaire : Bless this our land (Kenya)
- Meilleur court-métrage de fiction : Mbulu - The TV by Eravuna Wycliffe (Kenya)
- Meilleur film d'animation : Toto's Journey (UNESCO Africa Animated)
- Meilleur court-métrage étudiant : The Chase (Kenya)
- Meilleur documentaire étudiant: Change Makers by Toni Kamau (Kenya)
- Meilleur acteur : Peter King dans Help de Robby Benson
- Meilleure actrice : Joyce Musoke dans Backlash et Aisha Kumemah dans "Fimbo Ya Baba"

### 2008
- Meilleur film international : Zimbabwe de Darrell Roodt
- Meilleur documentaire : Keismaka : A love story de Miki Redelnghuys
- Prix spécial du Jury : Ezra de Newton Aduaka
- Meilleur court-métrage : Charcoal traffic
- Meilleur film kényan et est-africain : Africa lens de Anil Vidyarthi
- Mention spéciale pour le documentaire A pair of boots and bicycle de Edwin Wes

### 2009
- Meilleur film : Jerusalema de Ralph Ziman (Afrique du Sud)
- Meilleur film est-africain : From a Whisper de Wanuri Kahiu (Kenya)
- Meilleur réalisateur : Giancarlo Esposito pour Gospel Hill
- Prix spécial du Jury : Sex, Okra and Salted Butter de Mahamat Saleh Haroun (Tchad)
- Meilleure actrice : Lucy Nyaga dans Shida de Pete Murimi et Alison Ngibuini
- Meilleur acteur : Ken Ambani dans From a Whisper de Wanuri Kahiu (Kenya)
- Meilleur court-métrage : Lost in the South de Daddy Ruhorahoza (Rwanda)
- Mention spéciale pour les court-métrage Waramutseho de Auguste Bernard Koueno (France/Rwanda) et Papa Shilingi (Allemagne/Kenya)
- Meilleur documentaire : Gender against Men de Daniel Neuman (Ouganda)

### 2010
- Meilleur film : The Day God Walked Away de Philippe Van Leeuw (France/Belgique)
- Prix spécial du Jury :  Ndoto za Elibidi de Kamau wa Ndungu/Nick Reding (Kenya)
- Meilleur film africain : Soul Boy de Hawa Essuman (Kenya)
- Meilleur réalisateur : Philippe Van Leeuw pour The Day God Walked Away (France/Belgique)
- Meilleure actrice : Ruth Nirere dans The Day God Walked Away de Philippe Van Leeuw (France/Belgique)
- Meilleur acteur : Samson Odhiambo dans Soul Boy de Hawa Essuman
- Meilleur court-métrage : Lezare de Zelalem Woldemariam (Éthiopie)
- Mention spéciale pour un court métrage : Why now ? de Guy Wilson (Kenya)
- Meilleur film étudiant : Catafalque de Christopher Rainer (Autriche)
- Mention spéciale pour un film étudiant : One Goal, One Hope de Jeff Mohammed (Kenya)
- Meilleur documentaire : Shungu : The Resilience of a People de Saki Mafundikwa (Zimbabwe)

## Jurys
- 2006 :

Olivier Barlet (France)
Jean Bière (France)
Annmaria Gallone (Italie)
Mwenda Micheni (Kenya)
Rafael Montero (Mexique)
Shams Bhanji (Ouganda)
Yunus Vally (Afrique du Sud)
Giulio D’Ercole (Italie)
- 2007 :

Fernando Vicentini Orgnani (Italie)
Tracy Bing (États-Unis)
Flavio Florencio (Mexique)
Claude Haffner (Afrique du Sud)
Madam Tambo
Piotr Urtur Cieplak

## Emplacement du festival
A l'heure actuelle[Quand ?], le festival se déroule dans le centre-ville de Nairobi, principalement à l'Alliance française ainsi que dans les salles des multiplex du groupe Silverbird et au National Museum of Kenya.